# MudBox
MudBoxは、オートデスクによって開発されている3Dスカルプティング及びペインティングツールソフトウェア。
ペイント感覚でモデリング可能。

同じくニュージーランドにある映像制作スタジオWETAデジタルがMudBoxを制作環境に導入し、2005年度版キングコングの制作に活用された。

WETAデジタルは、映画『ロード・オブ・ザ・リング』ではMudBoxと同系統の機能を持った3DソフトZBrushを活用した。

CPU Athlon 64 X2 6000+（公表ではAthlon 3GHzだが、そういったモデルは存在しないため、同クロックであるこの製品と思われる）、メモリ2Gバイトといった、一般ユーザーが購入可能な性能のパソコン上で、1000万ポリゴン以上もの高精度モデルの制作が可能。将来の3D制作の効率化を図るに、十分以上の性能を持っていることが期待される。
2006年12月に製品版のMudBox1.0を発売。それ以前はベータ版を提供していた。

ベータ版の入手に際しては、公式サイトで登録をする必要があったが、知名度のない個人ユーザーレベルではベータ版を入手できなかった。
あくまで、SkymatterがMudBoxのフィードバック開発に貢献できると判断したデザイナーやスタジオにベータ版を提供し、ベータ版のMudBoxを使ってもらいつつ、必要な機能の要望をフィードバックしながら開発していた。
公式サイトは2006年10月にクラッキングされ、12月にMudBox1.0を発表するための更新まで、完全復旧されないまま放置されていた。
2007年8月6日 オートデスクがスカイマター（ニュージーランドにある会社Skymatter Limited）を買収すると発表した。
その後、オートデスクからMudBox2009が発売される。

## 特徴
- オブジェクトの細分化情報をレイヤーとして持たせ、合成できる。

## 現時点での欠点
- ZBrush同様、UVの編集機能が無い。
- モデル内に三角ポリゴンが「一つでも」混じっていると、その後の細分化処理では全て三角ポリゴンモデルになってしまう。
- 従来型の3Dソフトのようなポリゴン編集機能は無い。
- ベータ版の段階では、マテリアルにテクスチャの割り当てができないため、あくまでもモデリングにのみ特化したソフトという捉え方が妥当。
- グラフィックカードの相性がシビアで、使用するマシンでの相性が悪い場合、インターフェイス画面内のモデルが黒く表示され、作業にならない。

　開発母体が同じであるZBrushよりもグラフィックカードの相性がシビア。

　購入前に体験版を試し、必要ならばMudBox側が動作保証しているグラフィックカードの導入を考えた方が良い。